# 什恰夫尼察
什恰夫尼察（波蘭語：Szczawnica，發音：[ʂtʂavˈɲitsa]）是波蘭的一座城市。2008年人口6,342人。

## 友好城市
- 斯洛伐克 斯皮什斯卡貝拉
- 斯洛伐克 萊斯尼察
- 義大利 奥利韦托奇特拉
- 德国 佩勒贝格
- 匈牙利 豪爾卡尼
- 乌克兰 赫米利尼克

## 外部連結
- Jewish Community in Szczawnica （页面存档备份，存于） on Virtual Shtetl